# Мегра (река, впадает в Белое море)
Мегра́ — река в Мезенском районе Архангельской области России. Протекает по территории Ручьёвского сельского поселения.
Берёт начало на Беломорско-Кулойском плато. Течёт сначала с севера на юг. Протекает через озёра Шепетовское, Большое Восточное. Река Мегра впадает в Горло Белого моря в 12 милях к югу—юго-западу от мыса Олений Нос и в 10,5 мили к северо-востоку от устья реки Ручьи. К югу от устья Мегры находится мыс Мегорский Нос. На левом берегу реки в 1 миле от устья расположена деревня Мегра. При полной воде в реку могут входить суда с осадкой до 1,5 метров, в малую воду глубина на входном фарватере — 0,8 метра. Устьевой участок Мегры при малой воде осыхает, за исключением двух узких рукавов вдоль левого и правого берегов, глубина которых достигает около 0,5—0,8 метра.
Длина реки — 119 км, площадь водосборного бассейна — 2180 км². Соединяется с озёрами Восточное, Мегорское, Мягкое, Окулово.

## Притоки
- Мегрица
- Чёрная
- Песчаный
- Берёзовка
- Верхотина

## Данные водного реестра
По данным государственного водного реестра России и геоинформационной системы водохозяйственного районирования территории РФ, подготовленной Федеральным агентством водных ресурсов:
- Бассейновый округ — Двинско-Печорский
- Водохозяйственный участок — Реки бассейна Белого моря от северо-восточной границы р. Золотица до мыса Воронов без р. Северная Двина

### Топографические карты
- Лист карты Q-37-17,18 Золотая. Масштаб: 1 : 100 000. Состояние местности на 1987 год. Издание 1991 г.
- Лист карты Q-37-23,24 свет знак  Острые  Лудки. Масштаб: 1 : 100 000. Состояние местности на 1981 год. Издание 1986 г.
- Лист карты Q-38-19,20. Масштаб: 1 : 100 000. Указать дату выпуска/состояния местности.